# غرق‌آباد
غَرق‌ آباد (Gargh abad) شهری دربخش نوبران شهرستان ساوه استان مرکزی ایران است و در ۵۰ کیلومتری جاده ساوه به همدان قرار دارد.